# Клигерман, Генрих Львович
Генрих Львович Клигерман — советский хозяйственный, государственный и политический деятель.

## Биография
Родился в 1924 году в Кировограде. Член КПСС.
Участник Великой Отечественной войны, 6 гвардейского отдельного разведывательного артиллерийского дивизиона 9 артиллерийского корпуса прорыва РГК 2 Украинского фронта. С 1946 года — на хозяйственной, общественной и политической работе. В 1946—1988 гг. — преподаватель Мордовского учебного комбината коммунального обслуживания, директор комбината коммунального обслуживания, директор Саранскгорэлектросетей, управляющий трестом «Горжилкоммун», начальник управления материально-технического снабжения Мордовского совнархоза, директор Саранского приборостроительного завода (1963—1988).
За разработку теоретических основ проектирования сильфонов, создание и широкое внедрение оптимизированных рядов измерительных сильфонов высокой надёжности, комплекса автоматизированного оборудования и организацию на этой базе высокоэффективных производств был в составе коллектива удостоен Государственной премией СССР в области техники 1978 года.
Умер в Саранске в 1991 году.